# Tollerton (North Yorkshire)
Tollerton is een civil parish in het bestuurlijke gebied Hambleton, in het Engelse graafschap North Yorkshire.